# Гайдамака Леонід Григорович

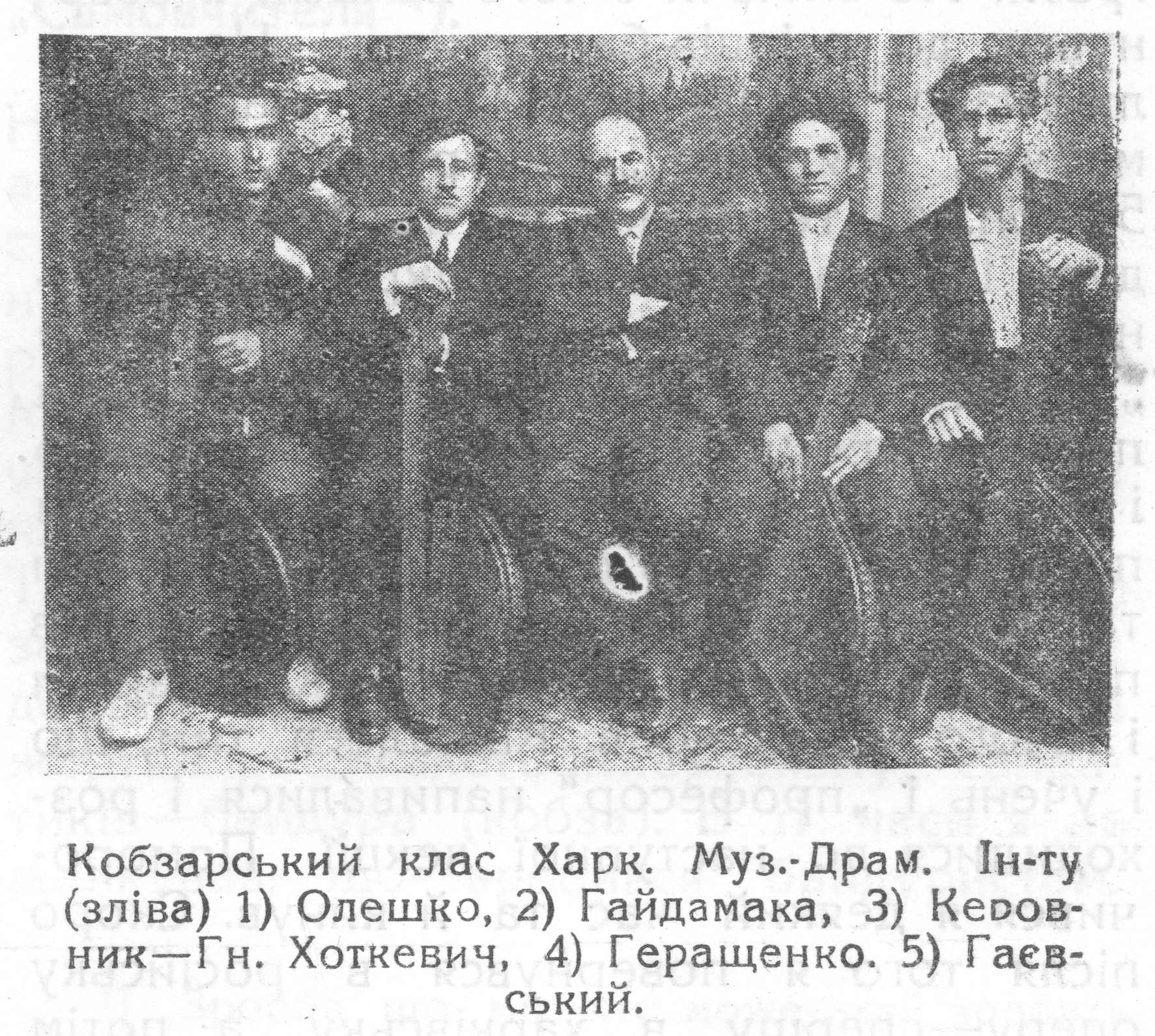
Леонід Гайдамака в складі Харківського квартету бандуристів та з Г. Хоткевичем

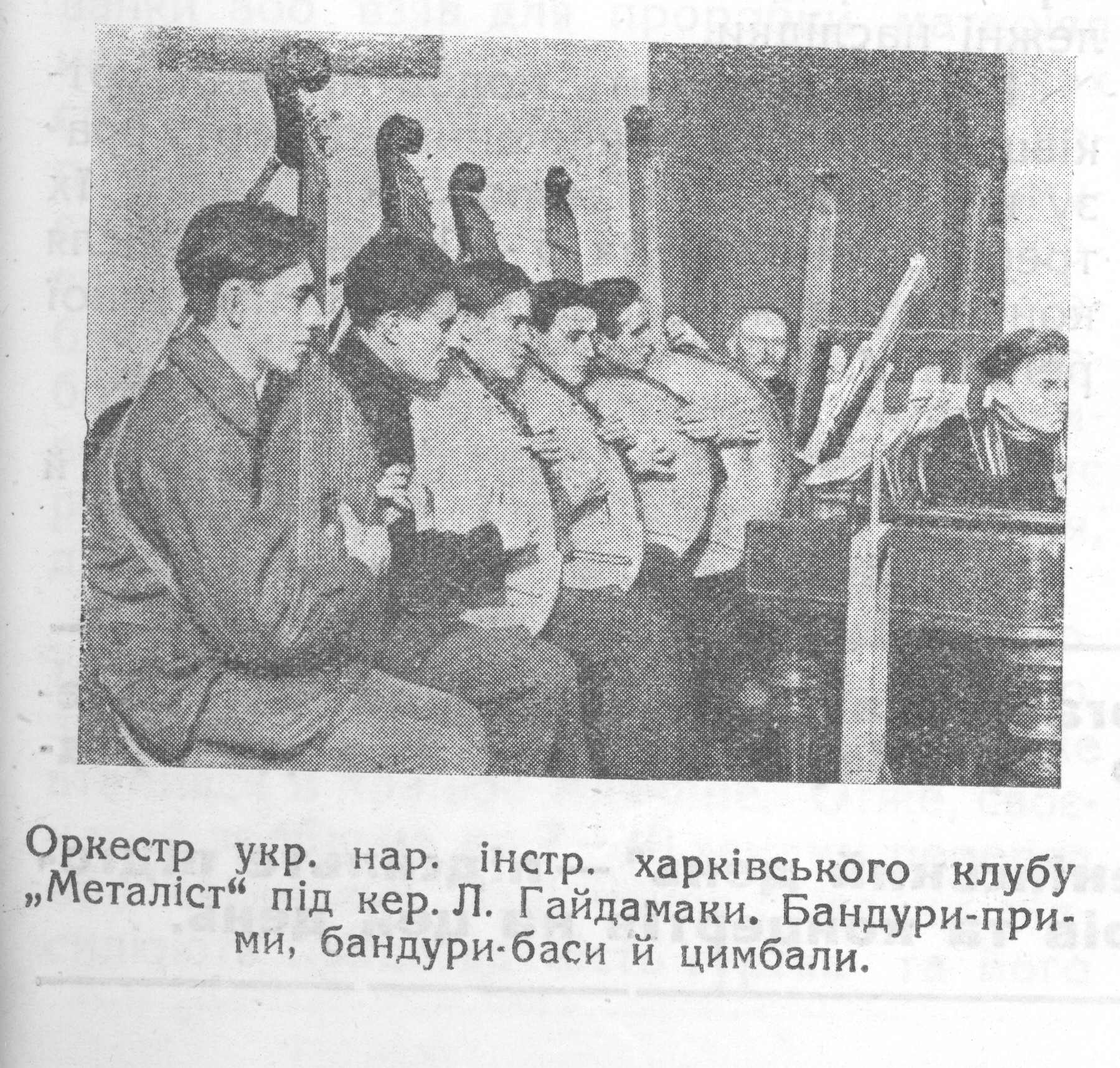
Оркестр Українських народних інструментів 1928 р.

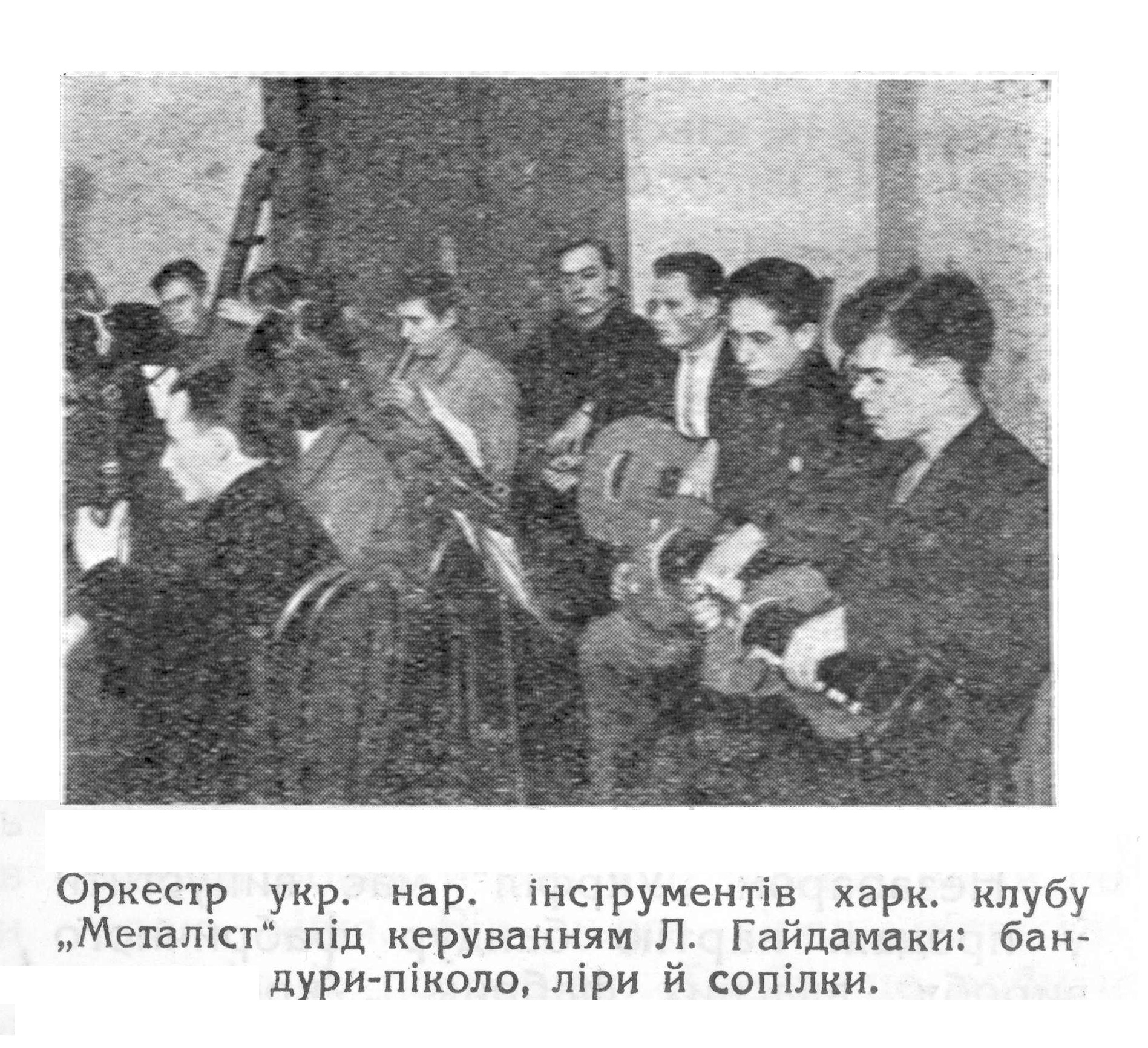
Оркестр Українських народних інструментів 1928 р.

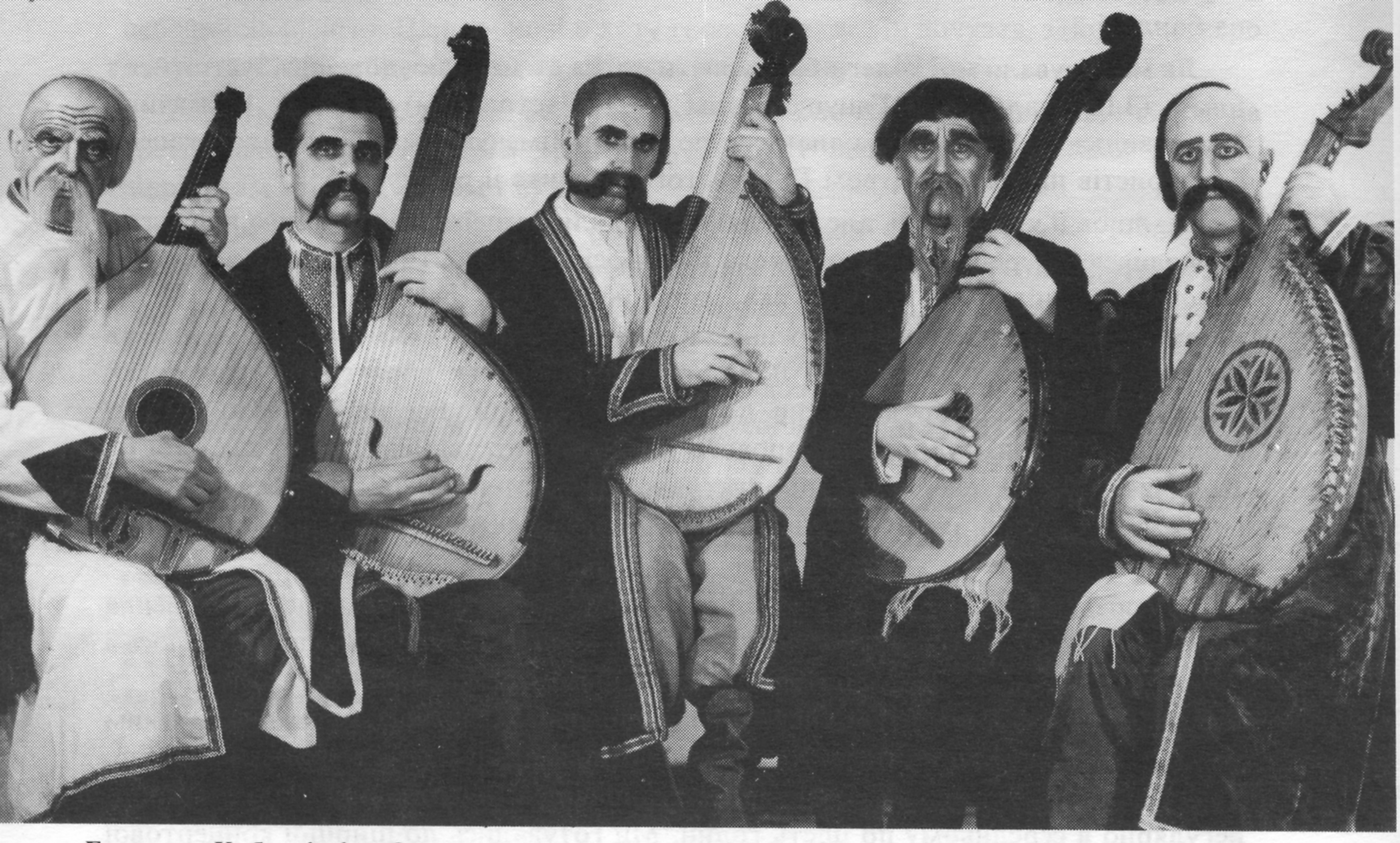
Братство кобзарів ім О. Вересая.

Леоні́д Григо́рович Гайда́мака  (19 квітня 1898 — †27 грудня 1991) —  український бандурист, диригент, педагог, інженер, композитор.

## Біографія
Закінчив Харківську консерваторію по віолончелі в 1918, а в 1928 по бандурі в Гната Хоткевича. З 1915 керівник самодіяльного гуртка мандоліністів, оркестр російських народних інструментів, неаполітанського оркестру та шумового оркестру.
В 1922 створив капелу бандуристів при клубі «Металіст», яку перетворив у перший оркестр українських народних інструментів, а в 1934 р. — другий оркестр Українських народних інструментів при клубі піонерів у Харкові. Викладав гру на домрі та бандурі в Харківській робітничій консерваторії, а потім в Музично-драматичному інстритуті. Разом з майстром Герасимом Снєгірьовим створив удосконалені бандури харківського зразка. В 1930 р. заснував майстерню для серійного виготовлення бандури харківського зразку та інших українських народних інструментів.
Автор численних статей та редактор нотних видань. Під час війни виїхав у Німеччину, де виступав як соліст та в ансамблі — Братство кобзарів ім. О. Вересая. Після війни емігрував в США, де жив і працював інженером у Нью-Йорку. Часто виступав у Нью-Йорку для товариства класичної гітари, де виступав з Володимиром Бобрий та Андреас Сеґовія.
Дружив з композитором Василем Овчарнеком

## Учні
Перекоп Іванов, О. Незовибатько, Георгій Казаков та І. Фількенберг.

## Видання
- Гайдамака Л. Г. — Оркестр українських народних інструментів // «Музика Масам» 1928, № 10-11 (С.6-7)
- Гайдамака Л. Г. — Оркестр українських народних інструментів — № 2 // «Музика масам» 1929, № 1,
- Гайдамака Л. Г. — Оркестр українських народних інструментів — № 3 // «Музика масам» 1929, № 3/4,
- Гайдамака Л. Г. — Оркестр українських народних інструментів — ч. 4 // «Музика масам» 1929, № 5,
- Гайдамака Л. — «Без тебе Олесю» (М.Лисенка) для оркестру українських народних інструментів // «Музика масам» 1929, № 5. (Додаток)
- Гайдамака Л. -«Дванадцять косарів» (музика К.Богуславського) для оркестру українських народних інструментів — // «Музика масам» 1929, № 7/8, (Додаток)
- Гайдамака Л. — Оркестр українських народних інструментів — № 5 // «Музика масам» 1929, № 10/11.
- Гайдамака Л. — Оркестр українських народних інструментів — № 6 // «Музика масам» 1929, № 12.
- Гайдамака Л. Г. — Революційні пісні для оркестр українських народних інструментів — ДВУ, Х.:1930 (16с.)
- Гайдамака Л. Г. (арр) — Дванадцять косарів К.Богуславського для бандури соло — серія «Музика трудящим» Х.:1930 — (Реклама поміщена в ж. «Музика масам» 1930, № 7/8.) (16с.)
- Гайдамака Л. Г. — Друга молодість бандури — // «Соціалістична Харківщина» — 24.Х.1936
- Гайдамака Л. Г. — Спогади — Інтерв'ю на плівці 1984 р. (8 годин)
- Haydamaka L. — Kobza-bandura — National Ukrainian Musical Instrument // «Guitar Review» № 33, Summer 1970 (С.13-18)
- Гайдамака Л. — Кобза — Бандура // «Бандура» 1986, № 17-18. (С.12-16)